# Lea Ralfs
Lea Ralfs (* 1987 in Hamburg) ist eine deutsche Regisseurin. Zusammen mit der Schauspielerin Judith Huber bildet sie die künstlerische Leitung des Pathos Theaters in München.

## Leben
Lea Ralfs studierte an der Universität Hamburg Kunstgeschichte und Germanistik. 2013–2017 studierte sie Regie an der Theaterakademie Hamburg und arbeitete dort unter anderem mit Niels-Peter Rudolph, Eva-Maria Voigtländer und Friederike Heller.

## Arbeit
2010–2012 war Ralfs Regieassistentin am Deutschen Theater in Berlin und arbeitete dort unter anderem mit Andreas Kriegenburg, Dimiter Gotscheff und Stephan Kimmig.
Von 2012 bis 2013 arbeitete sie als Regieassistentin am Theater Basel u. a. bei Thom Lutz, Tomas Schweigen und Simon Solberg.
In dieser Zeit erbrachte sie erste eigene Arbeiten wie "Die Weihnachtsgans Auguste" am Deutschen Theater sowie "Die Schneekönigin" und "Rien ne va Plus" am Theater Basel. 2014 folgte die Inszenierung des Liederabends „Ludwig II – eine musikalische Utopie“ am Münchner Volkstheater.
Seit 2017 lebt und arbeitet Ralfs in München als freie Regisseurin. In dieser Zeit entstehen die Arbeiten „Bonnie und Clyde“ im Marstallcafe des Residenztheaters, „Die Metamorphose des Dick Marko“ im Pathos/Schwere Reiter und „Wir kommen“ im Zentraltheater München.
2019 übernahm Lea Ralfs gemeinsam mit Judith Huber die künstlerische Leitung des Pathos Theaters.